# Espace fine insécable
Une espace fine insécable (caractère « ») est un caractère typographique dont l’espace est un peu plus fine que l’espace insécable (une espace que l’on intercale entre deux parties qui ne doivent pas être séparées par un éventuel retour à la ligne automatique).
Le code typographique français recommande une espace fine insécable devant les signes de ponctuation doubles (point-virgule, point d’interrogation, point d’exclamation — sauf devant deux-points, en France, selon certaines références typographiques). Cependant, à l’intérieur des guillemets français (ou guillemets en chevrons), il est recommandé d’insérer des espaces insécables pour les séparer du texte mis en exergue. Pour les nombres de quatre chiffres, l’espace fine insécable est préférable. On ne sépare pas les chiffres en tranches de trois pour un Nombre ordinal ou un numéro.
Du fait de l’usage de machines à écrire où l’emploi de l’espace fine insécable était impossible, elle a longtemps été
remplacée soit par une espace (en France), soit par une absence d’espace (au Québec et en Suisse).
Ces choix historiques se retrouvent aujourd’hui dans les différences de recommandations typographiques sur les deux-points par exemple.

## Représentation informatique
- Le caractère du jeu Unicode correspondant à l’espace fine insécable est le U+202F   espace insécable étroite (abrégé NNBSP)[4] suivant la traduction française des codes[5]. Il a été introduit dans la version 3.0 des tables.
- En UTF-8, elle est représentée par les trois octets 0xE2, 0x80 et 0xAF.
- En HTML, elle peut aussi être représentée par l’entité décimale &#8239; ou l’entité hexadécimale &#x202F;.
- Sous certaines versions de Windows (Windows 11 exclu, par exemple), le code à utiliser pour insérer une espace fine insécable est Alt + 8239. Ce raccourci clavier fonctionne pour certains logiciels de traitement de texte comme Microsoft Word, mais n'est pas implémenté dans tous les logiciels.
- On peut produire une espace fine insécable avec \, avec LaTeX.

## Bépo
La version récente de la disposition de clavier bépo permet d’insérer une espace fine insécable par la combinaison Maj + Espace et une espace insécable par les combinaisons  Ctrl + Maj + Espace et Alt Gr + Maj + Espace.
L’ancienne version de la disposition de clavier bépo permet d’insérer une espace fine insécable par la combinaison Alt Gr + Maj + Espace et une espace insécable par la combinaison Maj + Espace.

## Exemple
| Espace fine insécable | 1 000 | Pardon ? | Attention à la marche ! |
| Espace insécable      | 1 000 | Pardon ? | Attention à la marche ! |